# Camptoceras jiraponi
Camptoceras jiraponi е вид охлюв от семейство Planorbidae. Видът не е застрашен от изчезване.

## Разпространение и местообитание
Разпространен е в Тайланд.
Обитава крайбрежията на сладководни басейни.